# Swetlana Alexejewna Gannuschkina

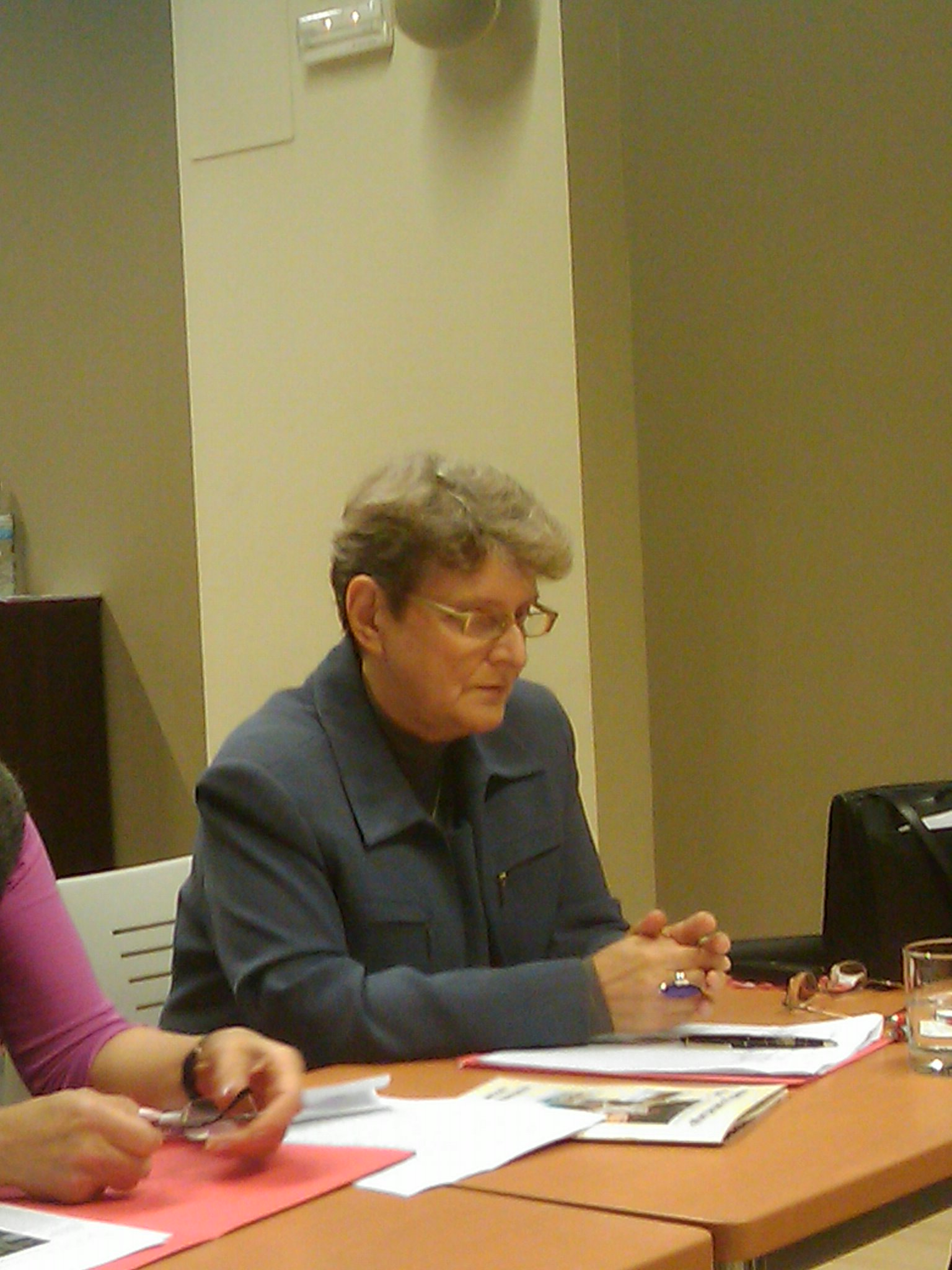
Swetlana Gannuschkina, 2009

Swetlana Alexejewna Gannuschkina (russisch Светлана Алексеевна Ганнушкина, wiss. Transliteration Svetlana Alekseevna Gannuschkina, englische Transkription Svetlana Gannushkina; * 6. März 1942 in Moskau) ist eine russische Mathematikerin und Menschenrechtlerin. Sie ist Leiterin der Flüchtlingshilfsorganisation Bürgerunterstützung (Гражданское содействие) und des Netzwerks „Migration und Recht“ (Миграция и Право).
2016 erhielt sie den Right Livelihood Award (Alternativer Nobelpreis).

## Biographie
Swetlana Gannuschkina ist verheiratet und hat eine Tochter und einen Sohn. 1965 beendete sie ihr Mathematikstudium an der Lomonossow-Universität Moskau. Von 1968 bis 1969 arbeitete sie an der Hochschule für chemischen Maschinenbau in Moskau. Von 1970 bis 2000 war sie Mathematikprofessorin an der Hochschule für Geschichte und Archivierung (aktuell Moskauer Universität für Geisteswissenschaften).

## Politisches Engagement
Swetlana Gannuschkina setzte sich seit Ende der 1980er Jahre für Flüchtlinge und Vertriebene ein, als es im Zuge der Auflösung der Sowjetunion zu bedeutenden Flüchtlingsströmen kam. 1990 gründete sie zusammen mit anderen engagierten Bürgern die Organisation Bürgerunterstützung, die erste Menschenrechtsorganisation in der Sowjetunion, die speziell Flüchtlingen und Vertriebenen eine vielseitige Unterstützung bietet. Es wird ihnen juristischer Beistand angeboten und bei Behördengängen geholfen. Des Weiteren bietet die Flüchtlingshilfeorganisation medizinische und psychologische Hilfe an, ebenso Hilfe bei der Vermittlung von Arbeit.
Seit 1994 galt Gannuschkinas besonderes Augenmerk den systematischen Verletzungen der Menschenrechte in Tschetschenien, von wo aus Menschen in andere Teile Russlands flüchteten.
1996 wurde sie Gründerin des Netzwerks juristischer Beratungsstellen für Flüchtlinge und Vertriebene „Migration und Recht“ (Миграция и право) beim Rechtszentrum der Menschenrechtsorganisation „Memorial“. Rechtsanwälte aus ganz Russland sind in diesem Netzwerk zusammengeschlossen.
Von 2002 bis 2012 war sie Mitglied der Kommission der Menschenrechte des Präsidenten der Russischen Föderation.
Swetlana Gannuschkina arbeitete mit Abgeordneten der Russischen Duma zusammen, insbesondere bei Gesetzen, die die Rechte von Flüchtlingen betreffen.
Auf ihre Initiative hin erhalten Bewohner Tschetscheniens seit 2004 in Zusammenarbeit mit der Caritas in Frankreich (Secours catholique - Caritas France) medizinische Hilfe. Das Projekt wird finanziell unterstützt durch die EU-Kommission.
2010 unterschrieb sie die Petition „Putin muss gehen“.
Swetlana Gannuschkina wurde mehrfach für den Friedensnobelpreis nominiert, zuletzt 2011. Sie ist zudem eine der 1000 Frauen, die im Rahmen des Projekts 1000 Women for the Nobel Peace Prize 2005 für diesen Preis kandidierte.
2016 kandidierte sie für die Dumawahlen auf der Regionalliste Tschetschenien für Jabloko, da diese zurzeit die einzige Partei sei, die wirksamen Widerstand gegen die Regierung leisten könne.
Am 6. März 2022 wurde Gannuschkina festgenommen, weil sie am 27. Februar an einer »nicht erlaubten öffentlichen Aktion« teilgenommen habe, und nach einigen Stunden freigelassen. Sie muss sich am 15. März vor Gericht verantworten. Ihr drohen nach Medienangaben eine Geldstrafe oder gemeinnützige Arbeit.

## Auszeichnungen
- 2003: Amnesty International Menschenrechtspreis (deutsche Sektion)
- 2006: Homo Homini Preis[6]
- 2007: Andrei Sacharow-Freiheitspreis
- 2010: Orden der französischen Ehrenlegion[7]
- 2014: Schwarzkopf-Europa-Preis der Schwarzkopf-Stiftung Junges Europa[8]
- 2016: Right Livelihood Award (Alternativer Nobelpreis)
- 2022: Anna-Politkowskaja-Preis (zusammen mit Tetiana Sokolova)[9]

## Publikationen (Auswahl)
- mit Alexandra Cavelius: Auch wir sind Russland, Europa Verlag, Berlin/München 2015. ISBN 978-3-95890-005-9
- О положении жителей Чечни в Российской Федерации: октябрь 2007 г.-апрель 2009 г. (russisch). Verlag Memorial, Moskau 2009. On the situation of residents of Chechnya in the Russian Federation: Oct. 2007-Apr. 2009 (englische Ausgabe). Verlag Memorial, Moskau 2009. (dt. Zur Situation der Bevölkerung von Tschetschenien in der Russischen Föderation. Okt. 2007–Apr. 2009)
- О положении жителей Чечни в Российской Федерации: июнь 2003 г.-май 2004 г. (russisch). Verlag Memorial, Moskau 2005. On the situation of residents of Chechnya in the Russian Federation. June 2003-May 2004 (englische Ausgabe). Verlag Memorial, Moskau 2005. (dt. Zur Situation der Bevölkerung von Tschetschenien in der Russischen Föderation: Juni 2003–Mai 2004)
- Strategies to address discrimination against migrants. Statement (englisch). Büro des UN-Kommissars für Menschenrechte, Genf 2003. (dt. Strategien, um Diskriminierung von Migranten zu thematisieren)
- mit Bernhard Clasen und Günter Widemann: Nach der Flucht aus Tschetschenien. Russland, zur Situation von Menschen, die aus Tschetschenien geflohen sind, Menschenrechtszentrum Memorial / Netzwerk Migration und Recht, Moskau 2002.